# Commission scolaire des Hauts-Cantons
 (septembre 2020).
Pour les raisons suivantes :
- Les commissions scolaires québécoises étaient une forme de gouvernement local composé de commissaires élus et disposant de pouvoirs de taxation. Leur admissibilité dans Wikipédia est bien établie.
- Par contre, les centres de service scolaires sont plutôt des centres administratifs relevant du ministère de l'Éducation. Leur mode de gestion et leurs pouvoirs sont différents de ceux des commissions scolaires. Leur admissibilité selon les critères de Wikipédia n'a pas encore été démontrée.
- Vu leur nature différente, les éventuels articles sur les centres de services scolaires devraient être distincts de ceux des commissions scolaires, et non des renommages de ceux-ci.
- Les contributeurs sont invités à discuter de ce sujet sur Discussion Projet:Québec.

La Commission scolaire des Hauts-Cantons (CSHC) est une ancienne commission scolaire québécoise. Elle devient le Centre de services scolaire des Hauts-Cantons à partir du 15 juin 2020.
Il offre des services d'enseignement à près de 8 000 personnes. Il regroupe 30 écoles primaires, trois écoles secondaire, trois centres de formation professionnelle, ainsi qu'un centre d'éducation des adultes dispensant une formation générale sur trois sites dans tout son territoire en Estrie.
Par l’apport dynamique de son personnel et son implication stratégique dans de multiples secteurs d’activités, le Centre de services scolaire des Hauts-Cantons joue un rôle essentiel dans le développement socioéconomique de sa région qui comprend la MRC de Coaticook ainsi qu’une grande partie des MRC du Granit et du Haut-Saint-François.
Sur ce vaste territoire de 5 534 km² qui longe la frontière américaine, les principaux centres urbains sont Coaticook, East Angus et Lac-Mégantic.

## Mission
- Organiser des services éducatifs de qualité.
- Veiller à la réussite et à la qualification de nos élèves.
- Promouvoir et valoriser l’éducation publique.
- Contribuer au développement social, culturel et économique de notre région.

## Vision
- Ensemble, soutenons la réussite et formons nos citoyens d’aujourd’hui et de demain.

## Valeurs
- Respect
- Souci d’établir et de conserver des liens harmonieux avec les autres, de préserver son environnement et de mettre en place les conditions nécessaires à son épanouissement.
- Dépassement
- Capacité d’élargir ses propres limites dans le cadre de la réalisation d’un projet de vie.
- Adaptation
- Capacité de tenir compte des besoins des autres dans la conduite de son agir.
- Engagement
- Capacité de mobiliser l’ensemble des dimensions de sa personne pour la réalisation d’un projet que l’on juge suffisamment important pour y consacrer de façon durable ses énergies.

## Établissements

### Écoles primaires
Secteur de Coaticook
- De Sainte-Edwidge (Sainte-Edwidge de Clifton)
- Gendreau (Coaticook)
- Ligugé (Martinville)
- Louis-Saint-Laurent (Compton)
- Monseigneur-Durand (Coaticook)
- Notre-Dame-de-Toutes-Aides (Saint-Malo)
- Saint-Luc (Coaticook)
- Saint-Pie-X (East Hereford)
- Sancta-Maria (Dixville)
- Sacré-Cœur (Coaticook)

Secteur d'East Angus
- Notre-Dame-de-Lorette (La Patrie)
- Notre-Dame-du-Paradis (Dudswell)
- Notre-Dame-du-Sacré-Cœur (Weedon)
- Du Parchemin -Côté Collège (East Angus)
- Du Parchemin-Côté Couvent (East Angus)
- Saint-Camille (Cookshire)
- Saint-Paul (Scotstown)
- Des Trois-Cantons (Saint-Isidore-de-Clifton)

Secteur de Lac-Mégantic
- D’Audet (Audet)

- De la Feuille-d’Or (Lambton)
- De Saint-Romain (Saint-Romain)
- De Sainte-Cécile (Sainte-Cécile-de-Whitton)
- Des Monts-et-Lacs
- De la Rose-des-Vents (Stornoway)
- De la Source (Nantes)
- De la Voie-Lactée (Notre-Dame-des-Bois)
- Des Monts-Blancs (St-Augustin-de-Woburn)
- Des Sommets (Saint-Sébastien)
- Notre-Dame-de-Fatima (Lac-Mégantic)

- Sacré-Cœur (Lac-Mégantic)

### Écoles secondaires
- École secondaire La Frontalière ( Coaticook)
- Polyvalente Louis-St-Laurent ( East Angus)
- Polyvalente Montignac ( Lac-Mégantic)

### Centres de formation professionnelle
- Centre de formation professionnelle de Coaticook – CRIFA (Coaticook) avec un pavillon sis à East Angus
- Centre de formation professionnelle Le Granit (Lac-Mégantic)
- Maison familiale rurale du Granit (école offrant, en simultanée, la formation secondaire et la formation professionnelle, située à Saint-Romain)

### Éducation des adultes
- Centre d’éducation des adultes avec trois points de service soit à Coaticook, East Angus et Lac-Mégantic